# Wera Paintner

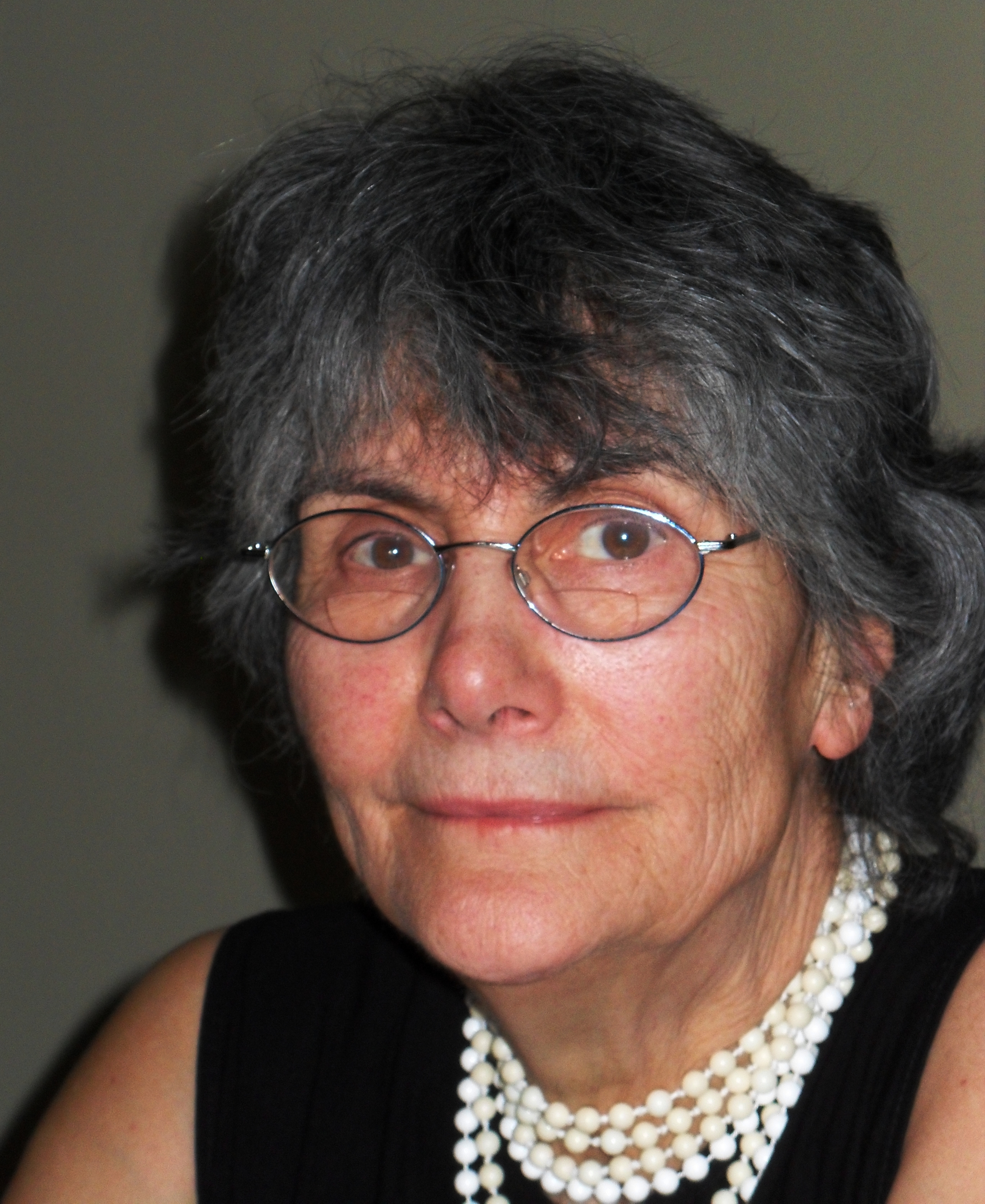
Wera Paintner (2010)

Wera Paintner (* 2. März 1933 in Leipzig) ist eine deutsche Schauspielerin und Esperantistin, die zur Esperanto-Terminologie gearbeitet und publiziert hat.

## Leben
Wera Paintner wurde als Tochter des Schauspielerehepaares Martin Paintner-Flörchinger (1909–2004) und Ruth Trumpp (1899–1986) 1933 in Leipzig geboren. Im Alter von sechs Jahren hatte sie ihr Debüt als Kinderdarstellerin auf der Theaterbühne in Bochum, ehe sie nach Königsberg und München kam. Nach bestandenem Abitur arbeitete sie zunächst in der Filmtechnik bei der Bavaria in München-Geiselgasteig und der AFIFA  in Berlin-Tempelhof, bevor sie sich 1956 für ein Schauspielstudium an der Staatlichen Schauspielschule Berlin in Berlin-Schöneweide bewarb.
Schon während ihres Studiums wirkte sie als Darstellerin an der Volksbühne Berlin (Theater im 3. Stock) mit, bevor ab 1958 Theaterengagements am Theater der Jungen Welt in Leipzig, am Landestheater Altenburg und am Nationaltheater Weimar folgten. Nebenbei arbeitete sie auch als Filmschauspielerin in Fernsehproduktionen des DFF mit, wie Das Wagnis der Maria Diehl (1957), einige Episoden von Polizeiruf 110 und Der Staatsanwalt hat das Wort. Obwohl Wera Paintner in einer Vielzahl von Filmen mitwirkte, verkörperte sie fast ausschließlich eher kleinere Rollen.
Ganz besondere Erfahrungen machte sie, als sie 1967, dem Aufruf des Bitterfelder Weges folgend, in die LPG Am Buchenwald in Hottelstedt bei Weimar ging, um dort als Hühnerpflegerin zu arbeiten. Sie führte in dieser Zeit ein Tagebuch, das als Manuskript in wenigen Exemplaren unter dem Titel Von Hühnern und Menschen erschien.
Um ihren Lebensunterhalt bestreiten zu können, arbeitete sie von 1967 bis 1971 als Dozentin an der Staatlichen Schauspielschule Berlin (heute Hochschule für Schauspielkunst Ernst Busch) und anschließend als Arbeits- und Gestaltungstherapeutin im Wilhelm-Griesinger-Krankenhaus  in Berlin.
Seit Anfang der 1980er Jahre wirkte sie auch in Hörspielen mit.
Wera Paintner hat drei Kinder aus erster Ehe mit dem Schauspieler Wolfgang Dehler (1936–2003). Der gemeinsame Sohn Thomas Dehler ist ebenfalls Schauspieler. In zweiter Ehe war sie seit 1986 verheiratet mit dem Interlinguisten Detlev Blanke (1941–2016).

## Filmografie (Auswahl)
- 1957: Das Wagnis der Maria Diehl
- 1962: Aufruhr in der Scymore-Street
- 1964: Das Doppelzimmer
- 1967: Das Mädchen an der Orga Privat
- 1968: Der Kristallspiegel
- 1968: Das Vertrauen
- 1969: Hans Beimler, Kamerad
- 1970–1990: Der Staatsanwalt hat das Wort (TV-Reihe)
  - 1970: Außenseiter
  - 1971: Zwei Promille
  - 1984: Ein Kartenhaus
  - 1985: Ich geh’ zur Oma
  - 1986: Ein feiner Dreh
  - 1989: Millionenerben
  - 1990: Im Regen tanzen
- 1970: Ich – Axel Cäsar Springer (TV- 5-Teiler) Teil 5 Der Königsmacher
- 1971: Salut Germain (TV-Reihe)
- 1972: Täter unbekannt (TV-Reihe), Teil 2 Wer war am Panzerschrank?
- 1972: Meine Schwester Tilli
- 1972: Fernseh-Pitaval (Krimi-Reihe), Weimarer Pitaval: Um den Tod eines Justizobersekretärs
- 1972: Die Bilder des Zeugen Schattmann (TV-Vierteiler)
- 1973: Aller Liebe Anfang (TV-Dreiteiler)
- 1973: Zement (TV-Zweiteiler)
- 1974: Spätsaison (TV-Dreiteiler)
- 1976: Requiem für Hans Grundig
- 1984: Mit 40 hat man noch Träume
- 1984–1988 Polizeiruf 110 (TV-Reihe)
  - 1984: Im Sog
  - 1984: Das vergessene Labor
  - 1984: Draußen am See
  - 1986: Mit List und Tücke
  - 1988: Flüssige Waffe
- 1986: Rund um die Uhr (TV-Reihe)
  - Giftige Kirschen
  - Jackenklau und Alkohol
- 1987: Kiezgeschichten (TV-Reihe), Episode: Ein ganz besonderer Tag
- 1988: Der Vogel
- 1988: Zahn um Zahn. (TV-Reihe),  3. Staffel: Die Praktiken des Dr. Wittkugel, Folge: Heimlichkeiten
- 1988: Ein besserer Herr
- 1988: Fallada – Letztes Kapitel
- 1990 Silberdistel
- 1990 Alter Schwede
- 1991: Feuerwache 09 (TV-Serie)
- 1991: Mit Herz und Robe (TV-Serie)
- 1991: Agentur Herz
- 1993: Fraktur (ursprünglich als Folge für Der Staatsanwalt hat das Wort geplant)

## Esperanto
Seit 1976 befasst sie sich mit Esperanto und hat sich auf Terminologiefragen spezialisiert. Im Zusammenhang mit ihrer Tätigkeit als Gestaltungstherapeutin begann sie, sich für die Esperanto-Fachterminologie in diesem Bereich zu interessieren. Gemeinsam mit ihrem zweiten Mann Detlev Blanke intensivierte sie ihre Arbeiten zur fachlichen Verwendung des Esperanto.
Mit ihren 1982 veröffentlichten 6 Thesen zur terminologischen Arbeit, ihrem Beitrag von 1985 zu den Prinzipien der Esperanto-Terminologie und weiteren Arbeiten gab sie wichtige Impulse in diesem Bereich. Sie initiierte 1985 das Terminologische Esperanto-Zentrum (TEC) des Esperanto-Weltbundes (UEA), das 1987 in Warschau offiziell gegründet wurde.
Speziell arbeitete sie zu den plansprachlichen Wurzeln der Terminologielehre, unter anderem zu Eugen Wüster (1898–1977), Ernest Drezen (1892–1937) und Alfred Warner (1931–2018), hielt Vorträge und publizierte dazu.
Sie engagiert sich als Mitglied der Gesellschaft für Interlinguistik.
Der Vorlass bzw. Nachlass Detlev und Wera Blanke befindet sich im Bundesarchiv – Stiftung Archiv der Parteien und Massenorganisationen der DDR im Bundesarchiv (SAPMO) in Berlin-Lichterfelde unter der Signatur NY 4604.

## Schriften
Wera Paintner-Dehler:
- Esperanto-Theater. In Theater der Zeit 10/1978.

Wera Dehler:
- 6 Tezoj pri terminologia laboro. In der esperantist 18, Berlin 1982, S. 38.

- Terminologiaj principoj de Esperanto. In: der esperantist 21, Berlin 1985, S. 83–89.
- Faka apliko kaj terminologio en Esperanto. In: Esperanto 79, Rotterdam 1986, S. 83–85.

Wera Blanke:
- Multlingva mondo kaj fakvorta normigado. In: Esperanto 79, Rotterdam 1986, S. 207–208.

- Plánovojazykové korene medzinárodnej terminologickej normalizácie a jej vplyv na esperanto//Planlingvaj radikoj de intemacia terminologia normigo kaj ties reefiko sur Esperanton. In: Košecký, Stanislav (ed.). Problemy Interlingvistiky. Bratislava: Jazykovedný ústav Ľ. Štúra Slovenskej akadémie vied. Slovenský esperantský zväz, Český esperantský svaz, Bratislava 1987, S. 130–139.

- Terminologia Esperanto-Centro. Efforts for Terminological Standardization in the Planned Language. In: Maxwell, Dan & Schubert, Klaus & Witkam Toon (1988. Red.): New Directions in Machine Translation. Conference Proceedings. Budapest 18/19-8-1988 Dordrecht-Providence: Foris Publishers, S. 183–194.

- Terminological standardization – its roots and fruits in planned languages. In: Schubert, Klaus (1989, Red.): Interlinguistics. Aspects of the Science of Planned Languages. (Trends in Linguistics. Studies and Monographs 42) Berlin-New York: Mouton de Gruyter, S. 277–292.

- Fakvortoj en Esperanto - Kion fari, se la vortaro ne plu helpas ? In: Esperanto-Dokumente 2, Deutsches Esperanto-Institut, Osnabrück 1995, S. 22–33.

- Terminologiaj principoj kaj ilia normigo - kelkaj aspektoj. In memoriam Paul Neergaard. In: Koutny, Ilona/ Kovács, Márta (Red. 1997): Struktura kaj Socilingvistika Esploro de Esperanto. Steleto & ILEI,S. 117–125, Budapest 1997.

- La Terminologia Esperanto-Centro: Spertoj, problemoj, perspektivoj. In: Malovec, Miroslav (red.): Modernaj rimedoj de komunikado. KAVA-PECH, p. 140–147, Dobřichovice 1999.

- Berlin – Esperanto – Terminologienormung. In: Fritz Wollenberg (Red.):Esperanto, Sprache und Kultur in Berlin. Jubiläumsbuch 1903–2003. Mondial, New York/Berlin 2006, S. 215–220.

- Prapioniroj de nia faka lingvo. In: Pluhař, Zdeněk (Hrsg.) Lingvo kaj interreto kaj aliaj studoj. KAVA-PECH, Dobřichovice 2007, S. 67–74.

- Esperanto-Terminologie und Terminologiearbeit. Mondial, New York 2008, 153 Seiten.

- mit Detlev Blanke: Fachsprachliche Kommunikation in Esperanto. In: Interlinguistische Informationen, Beiheft 19 Fachkommunikation – Interlinguistische Aspekte. Cyrill Brosch und Sabine Fiedler (Hrsgl.), Gesellschaft für Interlinguistik, Berlin 2012, S. 9–28.

- Pri terminologia laboro en Esperanto. Elektitaj publikaĵoj. Mondial, New York 2013, 332 Seiten.

## Ehrungen
Eugen-Wüster-Sonderpreis (2006 zusammen mit Detlev Blanke), gestiftet vom Internationalen Informationszentrum für Terminologie Infoterm in Wien
Ehrenmitglied des Deutschen Esperanto-Bundes seit 2018